# بئاتا سوکولوفسکا-کولزا
بئاتا سوکولوفسکا-کولزا (انگلیسی: Beata Sokołowska-Kulesza؛ زادهٔ ۱۰ ژانویهٔ ۱۹۷۴) قایقران کایاک، و قایقران کانو اهل لهستان است.
وی همچنین برندهٔ جوایزی همچون نشان افتخار تولد لهستان شده‌است.